# デストロイ・リビルド・アンティル・ゴッド・ショウズ
デストロイ・リビルド・アンティル・ゴッド・ショウズ（英: Destroy Rebuild Until God Shows）は、アメリカ合衆国・ミシガン州にて結成されたポスト・ハードコアバンドである。頭文字を取って「D.R.U.G.S.」と表記されることが多い。

## 概要
チオドスの元ボーカリストのクレイグ・オーウェンズと、フロム・ファースト・トゥ・ラストの現ボーカリストマット・グッドら二人が中心となって結成されたバンド。

## 現在のメンバー
- クレイグ・オーウェンズ / Craig Owens - (ヴォーカル)

チオドスの元ボーカリスト。メンバー間の軋轢から、2010年にチオドスを追い出されている（2012年に同バンドに復帰）。
- マット・グッド / Matt Good - (ギター)

フロム・ファースト・トゥ・ラストの現ボーカリスト。こちらは、現在活動休止中のため、今はD.R.U.G.S.の活動に専念している。
- ニック・マーティン  / Nick Martin - (ギター)

アンダーマインデッドの元ギタリスト。
- アーロン・スターン / Aaron Stern - (ドラム)

マッチブック・ロマンスの元ドラマー。

## 略歴
クレイグ・オーウェンズがチオドスを追い出された後に、2009年末から2010年初頭の間に結成。
2011年には、プロデューサーにジョン・フェルドマンを迎えて作成されたデビューアルバム『D.R.U.G.S.』を発表。このアルバムは全米アルバムチャートにて初登場26位を記録。

## ディスコグラフィー

### アルバム
| 発売日        | アルバムのタイトル | 販売レーベル              | 全米ビルボードアルバムチャート最高位 |
| 2011年2月22日 | D.R.U.G.S.         | Sire Records / Decaydance | 26位                                 |